# Student News
Student NEWS – bezpłatny magazyn studencki ukazujący się od czerwca 2002 r. do 2007 r.
Był kolportowany w uczelniach na terenie całej Polski. Jego nakład (kontrolowany przez ZKDP) wynosił w 2006 r. 100 000 egzemplarzy.
Tematyka czasopisma obejmowała różnorodne sprawy dotyczące studentów, informacje i porady na temat studiowania, studenckiego życia, kariery, zapowiedzi kulturalne i inne.
Obecnie StudentNEWS to portal tematyczny adresowany do studentów i młodzieży. Główne działy portalu poświęcone są studiom, pracy i karierze, nauce języków, dział dla studentek, studentów, finanse, rozrywka, wiedza, nowoczesne technologie, zdrowie i turystyka.